# 小川是
小川 是（おがわ ただし 昭和15年（1940年）2月26日 - 2017年8月21日）は、日本の銀行家、元大蔵官僚。国税庁長官、大蔵事務次官、日本たばこ産業代表取締役会長、横浜銀行取締役会長などを歴任。
実父は裁判官の小川善吉、義父は元参議院議員（民社党）の三治重信。

## 経歴
1940年2月26日 東京生まれ。
新宿区立牛込仲之小学校、東京教育大学附属中学校（現・筑波大学附属中学校）、東京都立戸山高等学校を経て、1962年 東京大学法学部第2類（公法コース）を首席で卒業。東大法学部在学中に国家公務員上級試験を2位で合格。大蔵省入省。振り出しは銀行局。吉田太郎一金融制度調査官付事務官。
1974年 竹下登大蔵大臣秘書官、1980年 主計局主計官兼法規課、1983年 梅沢節男主税局長の下で主税局税制二課長。1986年6月 主税局総務課長。売上税法案の起草に携わった。翌年11月に竹下内閣で首相秘書官。1990年6月29日 大臣官房審議官（主税局担当）。1991年6月11日 大臣官房総務審議官。同年10月4日 大臣官房審議官（証券金融検査監視体制検討準備室担当）兼会計センター所長。1992年6月26日 証券局長。“証券スキャンダル”として巷間賑わせた野村證券などの損失補填問題を処理するため、審議官からの着任だったが、それまでの幾度の難局対処能力や実績を買われ、保田博 - 尾崎護の新旧次官が協議の上での就任だった。
1993年6月25日 主税局長。一時的な所得税減税とセットで消費税の5%への引上げ構想を練る。1995年 国税庁長官。1996年1月大蔵事務次官。篠沢恭助の任期途中での辞任（篠沢の7ヶ月という任期は、戦後次官では最短だったが、小川の次の小村武が6ヶ月で更新した）を受けて、大蔵事務次官に就任。小川の次官就任には、自社さ政権下、斎藤次郎らを筆頭とする大蔵省主計局組の独走を危惧していた加藤紘一自民党幹事長らが合理的で緻密な小川を推したことも大きかったと言われる。また次官在任中の1997年4月から、薄井信明主税局長の下で消費税が3%→5%に引上げられる。インヴォイス方式は見送られる。1997年7月退官。
2000年6月日本たばこ産業顧問。2001年6月日本たばこ産業代表取締役会長。2003年5月イオン取締役。
2005年6月横浜銀行頭取。2007年6月全国地方銀行協会会長。2011年6月横浜銀行会長。
2017年8月21日、死去。77歳没。

## 人物像
主税局で総務課長、審議官、局長を務めていたことから主税畑のエースとして知られているが、若い頃は「専門的で難しく、シンキくさい」と主税局を嫌っていた。しかし、英国大使館から帰国した際、主税局総務課長補佐の辞令を受け取ることとなり、ここから主税局でのキャリアをスタートした。
主税局税制二課長時代に、自民税調の山中貞則顧問らに物品税課税問題で押し切られ敗北した事から、物品税の時代遅れを覚り、売上税へ政策比重をシフトする。のち1987年の税制一課長時代に売上税構想が持ち上がる。以後、水野勝主税局長の抜擢で、主税局総務課長など主税畑のエースとして歩み、中曽根政権時代には、水野勝 - 尾崎護主税局担当審議官、薄井信明税制二課長らと共に売上税法案作成にあたり、国会工作に働いたが、野党と世論の反対により導入断念。その後、大臣官房文書課長などを歴任。
1987年11月竹下登内閣総理大臣秘書官。在任中の1988年には消費税が導入され、官邸とのパイプ役にあたった。以後、大阪国税局長を経て、尾崎護主税局長の下で主計局担当の大蔵省大臣官房審議官時代には、地価暴騰のあおりをうけた世論の支持もあり、塩川正十郎自民税調会長、金丸信経世会会長、竹下登元総理などを説得、経団連や通産省に自治省などの反対を説得・押し切り地価税導入。
総務審議官時代には、佐藤謙・阪田雅裕らの参事官らと、鈴木永二新行革審会長らを説きつけ、日本版SECである証券取引等監視委員会を完全独立の形ではなく、大蔵省の下で発足させることになった。

## 大蔵省入省同期
- 津野修（内閣法制局長官、内閣法制局次長）
- 藤井威（内閣官房内閣内政審議室長、理財局長、経済企画庁長官官房長）
- 藤原和人（国土事務次官、国土庁長官官房長、日本銀行政策委員会大蔵省代表委員）
- 江沢雄一（国際金融局長、国際金融局次長）
- 吉田道弘（関税局長、日本銀行政策委員会大蔵省代表委員）
- 松田篤之（造幣局長、東海財務局長）
- 吉川共治（人事院事務総局任用局長、人事院事務総局公平局長）
- 真鍋光広（衆議院議員、理財局地方資金課長）

## 家族・親族

### 小川家
（三重県員弁郡梅戸井村（のち梅戸井町・大安町、現いなべ市）、東京都新宿区）
- 祖父・順吉[25]

- 父・善吉（裁判官）
明治40年（1907年）2月生 - 没

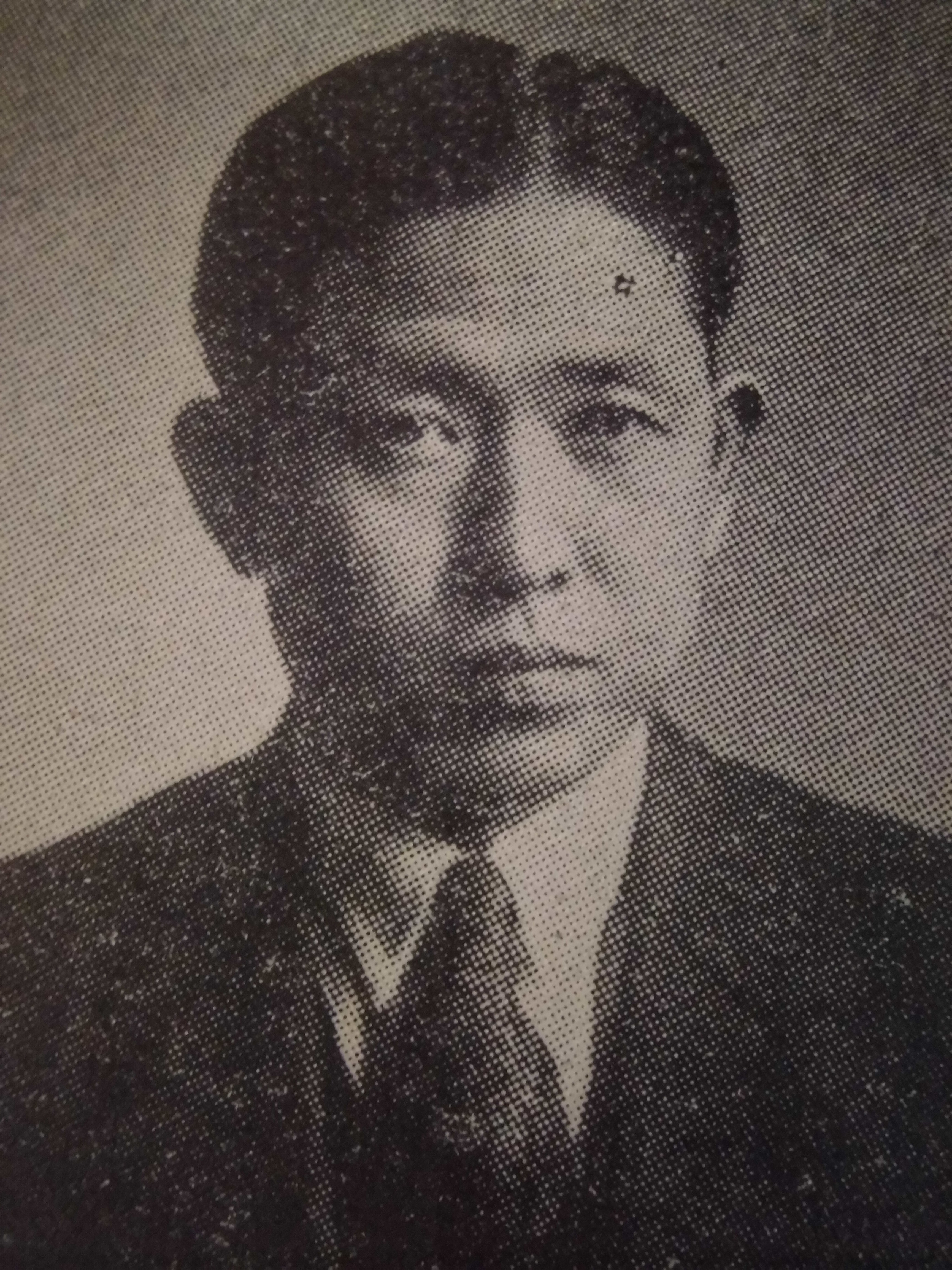
父・小川善吉

- 母・小枝（佐賀県、中島謙太長女[25]、商工官僚・実業家中島征帆妹）
明治43年（1910年）4月生[25] - 没
- 兄[25]
昭和10年（1935年）12月生[25] -
- 妹[25]
昭和17年（1942年）1月生[25] -
- 妻（労働官僚、政治家三治重信（元民社党参議院議員）の娘）

## 参考書籍
- 『大蔵省権力人脈』 （栗林良光, 講談社文庫, 1994年3月 ISBN 4061855905）
- 『大蔵省 不信の構図』 （栗林良光,講談社,1992年12月 ISBN 4062057743）

## その他役職
- 預金保険機構運営委員
- 防衛人事審議会委員
- 全国銀行協会副会長
- 財団法人イオン環境財団理事
- 社団法人横浜銀行協会会長
- 財団法人横浜開港150周年協会理事
- 財団法人神奈川芸術文化財団理事
- 財団法人抵当証券保管機構理事
- 社団法人新金融安定化基金理事
- 財団法人全国銀行学術研究振興財団理事
- 社団法人神奈川経済同友会代表幹事
- 財団法人広域関東圏産業活性化センター評議員